# If You Leave Me Now (album)
If You Leave Me Now je kompilacijski album chichaške rock zasedbe Chicago, ki je izšel leta 1983. V poskusu, da bi izkoristila drugi prvouvrščeni singel skupine »Hard to Say I'm Sorry« in v top 40 uvrščeni singel »Love Me Tomorrow«, je založba Columbia Records sestavila zbirko skladb okrog prejšnjega prvouvrščenega singla skupine, ki je osvojil grammyja.
Ker je bila v tem času lastnica posnetkov založba Columbia, gre za uradno izdajo, čeprav se ni album nikoli tretiral kot del oštevilčenega kanona del skupine. Čeprav praksa ponovne izdaje starejših del, ko je izvajalec zamenjal založbo, ni nova, je skoraj vedno nenaklonjena, kot je v svoji recenziji nakazal William Ruhlmann: »Vsaj nekaj ljudi bo mislilo, da gre za nov izdelek in ga bo kupilo.«
Leta 2012 je založba Rhino Records ponovno izdala album pod naslovom If You Leave Me Now And Other Hits.

## Seznam skladb
| Št. | Naslov                                                              | Z albuma                         | Dolžina |
| --- | ------------------------------------------------------------------- | -------------------------------- | ------- |
| 1.  | „If You Leave Me Now‟                                               | Chicago X (1976)                 | 3:57    |
| 2.  | „Saturday in the Park‟                                              | Chicago V (1972)                 | 3:55    |
| 3.  | „Feelin' Stronger Every Day‟                                        | Chicago VI (1973)                | 4:14    |
| 4.  | „(I've Been) Searchin' So Long‟                                     | Chicago VII (1974)               | 4:29    |
| 5.  | „25 or 6 to 4‟                                                      | Chicago (1970)                   | 4:52    |
| 6.  | „Baby, What a Big Surprise‟                                         | Chicago XI (1977)                | 3:05    |
| 7.  | „Wishing You Were Here‟                                             | Chicago VII                      | 4:35    |
| 8.  | „No Tell Lover‟ (singel verzija)                                    | Hot Streets (1978)               | 3:52    |
| 9.  | „Another Rainy Day in New York City‟                                | Chicago X                        | 3:02    |
| 10. | „Does Anybody Really Know What Time It Is?‟ (Greatest hits verzija) | Chicago Transit Authority (1969) | 2:54    |
| 11. | „Song for You‟                                                      | Chicago XIV (1980)               | 3:41    |

## Chicago
- Peter Cetera – bas, akustična kitara, glavni vokal, spremljevalni vokal
- Terry Kath – akustični klavir, električna kitara, glavni vokal, spremljevalni vokal
- Robert Lamm – klavir, klaviature, tolkala, glavni vokal, spremljevalni vokal
- Lee Loughnane – trobenta, krilnica, kornet, kitara, tolkala, spremljevalni vokal
- James Pankow – trombon, tolkala, spremljevalni vokal
- Walter Parazaider – saksofon, flavta, klarinet
- Danny Seraphine – bobni, tolkala
- Laudir de Oliveira – konge, bongos, tolkala
- Donnie Dacus – akustična kitara, električna kitara, spremljevalni vokal